# Molophilus (Promolophilus) sudra
Molophilus (Promolophilus) sudra is een tweevleugelige uit de familie steltmuggen (Limoniidae). De soort komt voor in het Oriëntaals gebied.